# ببلاو
قرية ببلاو هي إحدى القرى التابعة لمركز ديروط في محافظة أسيوط في جمهورية مصر العربية. حسب إحصاءات سنة 2006، بلغ إجمالي السكان في ببلاو 9562 نسمة، منهم 4779 رجل و 4783 امرأة.